# Occhieppo Superiore
Occhieppo Superiore (Ij Cep ëd Dzora in piemontese) è un comune italiano di 2 556 abitanti della provincia di Biella in Piemonte.

## Origini del nome
Dando credito alla tradizione locale sull'esistenza di carceri romane nel territorio di Occhieppo Superiore, il nome potrebbe derivare dal latino cippus (ceppo), con cui veniva impedita la fuga dei prigionieri. Goffredo Casalis nel suo Dizionario geografico afferma che il nome Occhieppo potrebbe essere derivato dall'espressione «occhio, vigilanza ai ceppi». Lo stemma del comune, di origine antica, raffigura infatti un occhio sopra delle carceri.
Studi linguistici moderni, invece, suggeriscono che il toponimo possa derivare da nomi romani quali Octavius o Occlivius o celtici, cui sarebbe stato aggiunto un suffisso.

## Geografia fisica
Il centro storico sorge alle falde del Monte Mucrone, sulla sponda sinistra del torrente Elvo.

## Storia
Plinio il Vecchio e Strabone testimoniano che in epoca romana nel biellese esistevano delle cave d'oro, che veniva estratto anche dai fiumi.
La prima documentazione scritta che conferma l'esistenza di Occhieppo Superiore risale all'XI secolo. La parrocchia di Occhieppo superiore è nominata inoltre in una bolla di Papa Innocenzo III del 2 maggio 1208 e assegnata alle cure dei monaci benedettini. Al XII secolo risale probabilmente la fortificazione dell'abitato, con la costruzione di una rocca, che era ubicata in prossimità della chiesa di Santo Stefano. Nel territorio comunale erano presenti, inoltre, altre fortificazioni. Lo scopo del complesso difensivo di Occhieppo Superiore era difendere Vercelli da forze fedeli all'imperatore Federico Barbarossa che sarebbero potute giungere dal Canavese. Le strutture difensive furono distrutte nel 1527 durante la guerra della Lega di Cognac.
Occhieppo Superiore seguì storicamente le sorti di Biella. Già nel 1389, documenti storici distinguono Occhieppo Superiore da Occhieppo Inferiore. Occhieppo Superiore fu amministrato prima da signori locali, per passare poi ai Savoia nel XIV secolo, che lo assegnarono in feudo ai agli Arborio di Gattinara (dal 1619) e poi a Lodovico Rombelli dal 1722.

### Simboli
Lo stemma comunale, documentato già nel XVIII secolo, è stato concesso ufficialmente con Decreto del presidente della Repubblica del 16 luglio 1996.
(D.P.R. 16.07.1996)
Il gonfalone è un drappo di azzurro.

## Monumenti e luoghi d'interesse

### Architetture religiose
La Chiesa di Santo Stefano fu eretta negli anni trenta del Seicento, in una zona attigua ad un edificio religioso preesistente che funse da sagrestia. Fu ingrandita un secolo dopo, con l'aggiunta della facciata nel 1727, che rimase incompiuta fino al 1865, e del coro nel 1760.
Il campanile ingloba parte di una torre dell'antico castello.
Sono presenti altre chiese costruite tra il XVI e il XVII, tra cui quella della Beata Vergine delle Grazie e di Sant'Elisabetta, con il suo campanile in stile barocco.

### Villa Mossa
Villa Mossa, situata nel centro storico di Occhieppo a poca distanza dalla chiesa parrocchiale di Santo Stefano, venne costruita nel Settecento. I registri comunali fanno datare l'edificio intorno al 1770.
La famiglia Mossa gestiva delle proprietà agricole e delle attività commerciali, che avevano sede al piano terreno nella villa.
Alcune decorazioni furono eseguite da Fabrizio Galliari.

## Società

### Evoluzione demografica
Abitanti censiti

## Amministrazione

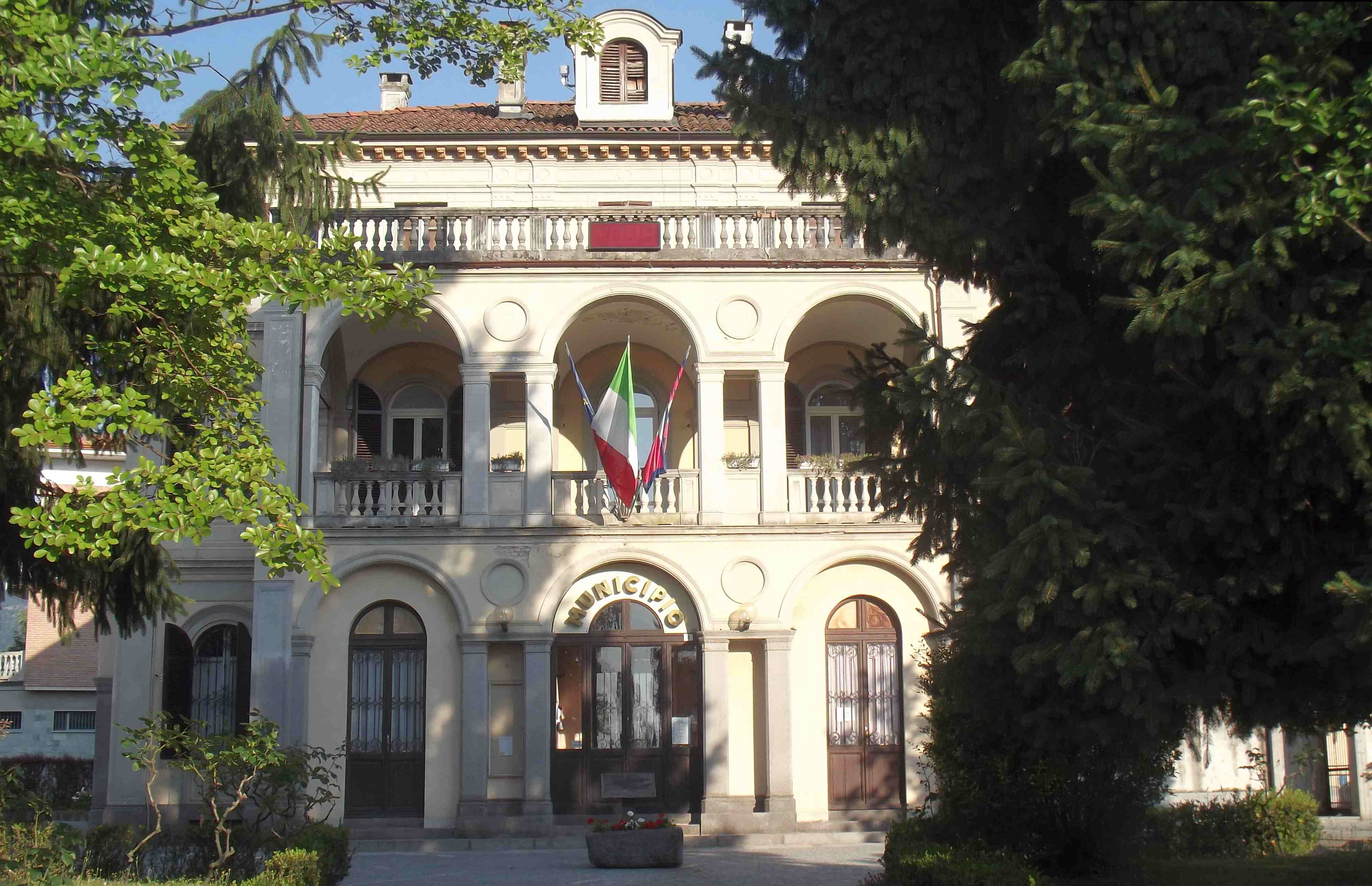
Il municipio

| Periodo | Periodo   | Primo cittadino           | Partito      | Carica  | Note       |
| ------- | --------- | ------------------------- | ------------ | ------- | ---------- |
| 2004    | 2009      | Guido Dellarovere         | lista civica | Sindaco |            |
| 2009    | 2014      | Emanuele Ramella Pralungo | lista civica | Sindaco |            |
| 2014    | in carica | Emanuele Ramella Pralungo | lista civica | Sindaco | II mandato |

### Altre informazioni amministrative
Il comune apparteneva alla Comunità montana Alta Valle Elvo, soppressa nel 2009 e confluita, insieme alla Comunità montana Bassa Valle Elvo, nella Comunità montana Valle dell'Elvo.